# Llano Grande, Coapilla
Llano Grande är en ort i Mexiko.   Den ligger i kommunen Coapilla och delstaten Chiapas, i den sydöstra delen av landet, 700 km öster om huvudstaden Mexico City. Llano Grande ligger 1 566 meter över havet och antalet invånare är 686.
Terrängen runt Llano Grande är varierad. Llano Grande ligger uppe på en höjd. Runt Llano Grande är det ganska tätbefolkat, med 52 invånare per kvadratkilometer. Närmaste större samhälle är Coapilla, 4,8 km nordväst om Llano Grande. I omgivningarna runt Llano Grande växer huvudsakligen savannskog.